# Galeta amb xips de xocolata
Un bescuit amb xips de xocolata és un bescuit que es va crear als Estats Units amb xips de xocolata com a ingredient distintiu. La recepta tradicional combina una massa a base de mantega i sucre roig o blanc amb xips de xocolata semidolç. Les variacions inclouen receptes amb altres tipus de xocolata o ingredients addicionals, com ara nous o farina de civada.

## Història
El bescuit amb xips de xocolata va ser creat accidentalment per Ruth Graves Wakefield l'any 1930. Ella era propietària de Toll House Inn, a Whitman, Massachusetts, un restaurant molt popular que tenia amb menjar casolà en la dècada de 1930. La popularitat del restaurant no era tan sols deguda als seus menjars amb un estil casolà; la seva política consistia a obsequiar els comensals amb una ració extra perquè se l'emportessin a casa seva i la servissin com a darreries. El seu llibre de cuina, Toll House Tried and True Recipes, va ser publicat el 1936 per M. Barrows & Company de Nova York. Incloïa la recepta «Toll House Xocolata Crunch Cookie», que ràpidament es va convertir en un aliment fet al forn en les llars dels Estats Units.

## Variants
- El bescuit M&M, reemplaça les xips de xocolata amb M&M. Aquesta recepta utilitzava grassa, però s'ha dit que ara s'utilitza mantega.[2]
- El bescuit amb xips de xocolata utilitza una massa que és xocolata saboritzada amb l'addició de cacau o xocolata desfeta.[3] Variacions en aquesta galeta inclou reemplaçar les xips de xocolata amb xocolata blanca o mantega de cacauet.[4][5]